# Мустафа Сандал
Мустафа Сандал (тур. Mustafa Sandal) — турецький співак. Є одним з найпопулярніших турецьких співаків, альбоми якого були розкуплені тиражем більш ніж 17 млн примірників. Популярність в Європі отримав після того, як виконав пісні «All My Life» (укр. Все моє життя), «Moonlight» (укр. Місячне сяйво) і «Isyankar» (укр. Бунтівник). Мустафа Сандал також має велику популярність в Україні. 

## Біографія

### Дитинство
Мустафа Сандал народився 11 січня 1970 року в найбільшому місті Туреччини — Стамбулі. Схильність до музики виявив, коли  пішов до школи. Мустафу більше приваблювало не вокальне виконання, а інструментальне, особливо гітара. З дитинства він хотів виступати. Але його сім'я мала інші плани: батьки хотіли, щоб він став бізнесменом. Мустафа закінчив коледжі в Женеві (Collège du Léman) і в США. Але вірячи, що тільки в Туреччині зможе здійснити свою мрію, він повернувся на батьківщину. Через деякий час Мустафа став писати музику для відомих турецьких співаків — Зеррін Озер, Хакан Пекера та інших. 

### Початок кар'єри
Мустафа випустив свій альбом «Suç Bende» (укр. Я винен) в 1994 році. Альбом був розкуплений тиражем 1,7 млн примірників і став найбільш продаваним альбомом у Туреччині того року. Трохи пізніше Мустафа дав 140 концертів у Туреччині, а також 30 у країнах Європи. Мустафа хотів бути не тільки співаком, але й автором та продюсером. У 1995 році Мустафа допомагав турецькому співакові Сибелу Алазу записати дебютний альбом «Adam» (укр. Чоловік). Цей альбом був проданий тиражем в 0,4 млн примірників. У 1996 році Мустафа поїхав до Лондона, де записав свій другий альбом. Через рік Мустафа випустив другий студійний альбом — Gölgede Aynı, який був розкуплений тиражем в 2,6 млн примірників. На підтримку альбому Мустафа дав 140 концертів у Туреччині. Того ж року Мустафа продюсував запис альбому «Emanet» (укр. Самовладання) турецького співака Ізеля.

### Успіх в Європі
Його третій студійний альбом Detay (укр. Деталь) став першим альбомом, який Мустафа випустив на власному лейблі «YADA Productions». Після успіху пісні Таркана «Sikidim», лейбл «Sony Music France» запропонував випустити збірку. Контракт був підписаний і в 1999 році Мустафа випускає збірник хітів для Європи «Araba» (укр. Машина), заголовним треком взято Gölgede Aynı. Через рік Мустафа випустив свій четвертий альбом «Akışına Bırak» (укр. Дозволь цьому трапитися), який був непопулярним і вийшов малим тиражем. Але дует з грецькою співачкою Наталією «Hatırla Beni», був популярним і включений до нового турне по Туреччині. У 2001 «Prestij Müzik» — головний партнер «YADA Productions» розорився, і Мустафа став співпрацювати з «Erol Köse Productions». У 2002 році Мустафа випустив його п'ятий студійний альбом — «Kop» (укр. Зламався). Пісня з альбому «Pazara Kadar» (укр. До Неділі) була успішна і стала гімном турецького теле — сервісу «Telsim». У 2003 році Мустафа випустив перший EP для Європи — «Maxi Sandal 2003 / Moonlight». Після випуску Мустафа хотів почати запис пісень англійською мовою, але внаслідок сварки з продюсером Мустафа почав співпрацювати з «Universal Music Group». У 2003 році Мустафа випускає сингл «Aya Benzer», який був успішний в Європі, а також англо-турецький альбом «Seven». У 2004 році Мустафа випустив сингл «Araba», а також перевидану версію альбому «Seven» . В кінці 2004 року Мустафа випускає два успішні сингли — «Iste» (укр. Необхідність) і «Isyankar» (укр. Схильний до втечі). Останній став золотим в Німеччині. Після цього Мустафа заявив, що має намір закінчити кар'єру співака. Але через три роки він випустив новий альбом «Devamı Var» (укр. Продовжуючи). У 2009 році Мустафа випустив альбом «Karizma» (укр. Харизма). У 2010 році знявся у фільмі П'ять мінаретів в Нью-Йорку.

### Особисте життя
У січні 2008 Мустафа одружився зі співачкою Еміні Яхович, 8 серпня того ж року в них народився первісток: син Яман. 21 лютого 2012 року у них народилася друга дитина: син Явуз.

## Дискографія

### Альбоми
- Suç Bende (1994)
- Gölgede Aynı (1996)
- Detay (1998)
- Araba (2000)
- Akışına Bırak (2000)
- Kop (2002)
- Seven (2003)
- Iste (2004)
- Devamı Var (2007)
- Karizma (2009)
- Organik (2012)
- Ben Olsaydım (2015)

### Сингли
- Aya Benzer 2003 (2003)
- Isyankar (2004)

## Телебачення
- O Ses Türkiye (2011-2013)
- Rising Star Türkiye (2015)